# Luis García (ur. 1969)
Luis García Postigo (ur. 1 czerwca 1969 roku w Meksyku) – meksykański piłkarz występujący na pozycji skrzydłowego lub napastnika. Po zakończeniu kariery został komentatorem stacji TV Azteca, a następnie wiceprezydentem klubu Monarcas Morelia. Obecnie znów pracuje w telewizji TV Azteca.

## Kariera klubowa
Luis García Postigo zawodową karierę rozpoczynał w 1986 roku w UNAM Meksyk. W debiutanckim sezonie rozegrał jedenaście spotkań i strzelił jednego gola. W kolejnych rozgrywkach meksykański piłkarz także pełnił rolę rezerwowego, jednak grywał już częściej. Miejsce w podstawowej jedenastce swojego zespołu wywalczył sobie w sezonie 1988/1989, kiedy to wystąpił w 41 meczach i wraz z drużyną zwyciężył w rozgrywkach Pucharu Mistrzów CONCACAF. Kolejnym sukcesem Luisa Garcíi Postigo było wywalczenie mistrzostwa kraju w rozgrywkach 1990/1991. Meksykanin miał bardzo duży udział w zdobyciu tego trofeum, ponieważ w 41 pojedynkach aż 30 razy wpisał się na listę strzelców. W kolejnych rozgrywkach Luis García także prezentował bardzo dobrą skuteczność, sezon zakończył z 24 trafieniami na koncie i po raz drugi z rzędu został królem strzelców ligi. Świetna forma spowodowała, że latem 1992 roku Postigo trafił do hiszpańskiego Atlético Madryt. W ekipie "Los Rojiblancos" spędził dwa lata. W ich trakcie rozegrał 58 meczów i zdobył 28 bramek. W obu sezonach był najlepszym strzelcem swojej drużyny, jednak nie pomogło to Atlético w odniesieniu sukcesów w Primera División. W 1994 roku Luis García podpisał kontrakt z Realem Sociedad. Tam jednak zupełnie zawiódł, w efekcie czego w przerwie sezonu 1994/1995 powrócił do kraju i został zawodnikiem Club América. W nowym klubie odzyskał dawną formę strzelecką. Przez trzy i pół sezonu wystąpił w 80 spotkaniach i zdobył 40 bramek. W 1998 roku Postigo odszedł do Atlante FC, by w kolejnych rozgrywkach reprezentować już barwy Chivas Guadalajara. W debiutanckim sezonie w nowym zespole strzelił dziewiętnaście goli i należał do czołówki ligowych strzelców. W kolejnych rozgrywkach Meksykanin tylko raz wpisał się na listę strzelców i w przerwie sezonu odszedł do Monarcas Morelia. W 2000 roku podpisał kontrakt z CF Puebla, gdzie zakończył karierę.

## Kariera reprezentacyjna
W reprezentacji Meksyku Luis García Postigo zadebiutował w 1991 roku. W 1994 roku Miguel Mejía Barón powołał go do kadry Meksyku na mistrzostwa świata. Na mundialu tym Meksyk dotarł do 1/8 finału, w której przegrał po rzutach karnych z Bułgarią 1:3 (po 120 minutach gry był remis 1:1). Na turnieju Luis García wystąpił we wszystkich czterech meczach. W wygranym 2:1 spotkaniu przeciwko Irlandii był autorem obu goli dla swojej drużyny, a w pojedynku z Bułgarią w 50 minucie musiał opuścić plac gry z powodu czerwonej kartki. W 1995 roku został królem strzelców Pucharu Konfederacji oraz rozgrywek Copa América. W 1998 roku meksykański piłkarz po raz drugi w swojej karierze wystąpił na mistrzostwach świata. Na tej imprezie Postigo pełnił już rolę rezerwowego i nie zagrał w żadnym z meczów. Reprezentacja Meksyku ponownie odpadła w 1/8 finału, w której lepsi tym razem okazali się Niemcy. Mundial 1998 był ostatnią wielką imprezą w karierze Luisa Garcíi. Łącznie w barwach drużyny narodowej wystąpił w 78 spotkaniach, w których strzelił 29 bramek.